# Carl Walter Kleine
Carl Walter Kleine (Alemanha – outubro de 1900) foi um empresário e político brasileiro.
Naturalizado brasileiro, em 1885 foi tesoureiro da Sociedade de Imigração de Tubarão.
Foi eleito para o Congresso Representativo de Santa Catarina (Assembleia Legislativa), obtendo 4.268 votos, integrando a 1ª Legislatura (1892-1893), sendo deputado constituinte de 1892.